# Transformatorhuisje (Doorwerth)
Het Transformatorhuisje aan de Van der Molenallee in Doorwerth is gebouwd tussen 1920 en 1930 in opdracht van de PGEM. Het huisje is vermoedelijk van het type G4L, een ontwerp van Gerrit Versteeg. Het huisje bevindt zich in de Cardanusbossen die rondom Doorwerth gelegen zijn en is gebouwd in zakelijk expressionistische bouwtrant. Het gebouw heeft de status van rijksmonument.